# (2074) Shoemaker

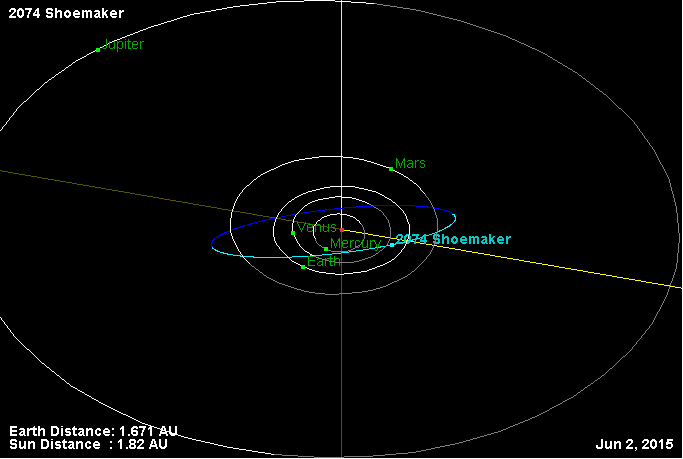

(2074) Shoemaker (1974 UA) ist ein Asteroid des Hauptgürtels, der am 17. Oktober 1974 von Eleanor Helin am Palomar-Observatorium entdeckt wurde.

## Benennung
Der Asteroid wurde von Eleanor Helin, der Entdeckerin, nach ihrem Kollegen und Freund, dem US-amerikanischen Wissenschaftler Eugene Shoemaker (1927–1997) benannt. Er spielte eine wesentliche Rolle an den mondbezogenen Projekten Ranger, Surveyor und Apollo. Auch der britische Astronom Brian Marsden schlug Shoemaker als Namensgeber vor.